# Bimota YB2
La YB2 est un modèle de motocyclette du constructeur italien Bimota.
Comme la YB1, la YB2 utilise un moteur bicylindre en ligne, deux temps à refroidissement liquide, provenant des Yamaha TZ 250 ou 350.
La 250 développe 55 ch à 11 000 tr/min pour un couple de 3,6 mkg à 10 750 tr/min. La 350 (alésage x course : 64 x 54 mm) développe 60 ch à 9 500 tr/min. Ils sont alimentés par deux carburateurs Mikuni de 36 mm et 34 mm de diamètre.
Elle était équipée d'un cadre double berceau au chrome-molybdène, identique à celui qui équipe la HDB2. Néanmoins, les deux combinés sont remplacés par un monoamortisseur De carbon et les fixations du moteur sur le cadre sont déplacées pour s'adapter au moteur Yamaha. 
Le freinage est confié à Brembo, avec trois disques, pincés par des étriers simple piston.
L'usine a produit 15 YB2, vendus complets 6 900 000 lires soit environ 3 563 €. S'il le souhaitait, l'acheteur pouvait acheter seulement le cadre à 2 250 000 lires.
La YB2 remportera 4 victoires dans les championnats du monde 250 et 350 cm³ en 1976. Elle s'illustre à Imola en  250 et 350 aux mains d'Otello Buscherini, à Modène avec le même Otello Buscherini et à Misano avec Franco Uncini.